# Vygantas Vareikis
Vygantas Vareikis (* 25. März 1960 in der Rajongemeinde Klaipėda, Litauische SSR) ist ein litauischer Historiker, Professor und Politiker von Klaipėda.

## Leben
Nach dem Abitur 1978 an der 2. Mittelschule Gargždai arbeitete er von 1978 bis 1979 im Betrieb „Metalas“ Gargždai und von 1979 bis 1980 studierte er an den Vorbereitungskursen der Vilniaus universitetas. Von 1980 bis 1985 absolvierte er das Diplomstudium an der  Vilniaus universitetas und von  1989 bis 1992 studierte an der Aspirantur. 1999 promovierte er an der Vytauto Didžiojo universitetas zum Thema „Militärische und politische Tätigkeit von Lietuvos šaulių sąjunga von 1919 bis 1923“ bei Regina Žepkaitė (1925–2010).
Von 1985 lehrte er an der Klaipėda-Fakultät der Lietuvos konservatorija, ab 1993 an der Klaipėdos universitetas, ab 2001 Leiter des Lehrstuhls und ab 2010 Professor.
2003–2007, 2007–2011 und ab 2011 Mitglied im Stadtrat Klaipėda.

## Bibliografie
- Klaipėda in der Nachkriegszeit. Annaberger Annalen über Litauen und deutsch-litauische Beziehungen. ISSN 1614-2608. Heidelberg, 1995, No. 3, S. 52–66.
- The Baltic Sea city system in historical perspective. The case of Lithuania and Klaipėda. In: Baltic cities. Perspectives on urban and regional change in the Baltic Sea area. Ed. by Martin Aberg & Martin Peterson, Lund: Nordic Academic press, 1997, S. 97–112.
- Deutsch-litauische Beziehungen in der ersten Hälfte des 20. Jahrhunderts. Annaberger Annalen über Litauen und deutsch-litauische Beziehungen. ISSN 1614-2608. Heidelberg, 1997, no. 5, S. 6–25.
- Das deutsch-litauische Verhältnis im Memelgebiet zwischen 1919 und 1941. In: Die Deutsche Volksgruppe in Litauen und Memelland während der Zwischenkriegszeit und aktuelle Fragen des deutsch-litauischen Verhältnisses. Hamburg: Bibliotheca Baltica, 1998, S. 71–84.
- The role of history in the Lithuanian society from the XIX century national revival till the fall of Communism: Es ubi gloria nunc Lituana? Between East and West. Cultural encounters in East Central Europe. Ed. Karin Junefeld & Martin Peterson, Uppsala, 1998, S. 28–39.
- Od Jerozalimy Polnocy do Ponar. In: Tematy žydopwskie. Historia, literatura, edukacja. Pod. redakcja Elžbiety Traby i Roberta Traby, Olsztyn:Wspolnota Kulturowa Borussia, 1999, S. 128–152.
- Kolektyvinė monografija. Palangos istorija. V. Vareikis ir kt.; sudarytojas V. Žulkus, Klaipėda: Libra Memelensis, 1999.
- Der Umgang mit Denkmälern in Klaipėda. Annaberger Annalen über Litauen und deutsch-litauische Beziehungen. ISSN 1614-2608. Heidelberg, 1999, No. 7, S. 95–100.
- Uostamiestis-Lietuva. Praeitis, kultūra, dabartis. Vilnius: baltos lankos, 1999, p. 280–283.
- „Double Genocide“ and the „Holocaust-Gulag“ rethoric in Lithuania. International Workshop Jerusalem, 24-26 October 2000, The Hebrew University of Jerusalem, 2000, S. 1–12.
- Society in transition: social and intellectual changes in Lithuania after the fall of Communism. Transformation and Integration in the Baltic sea area. Conference in Ůmea, Sweden, November 1997. Ed. by P. Falk & O. Krantz, ISBN 91-7191-776-4, Umeå, 2000, S. 159–272.
- „Die mutigste schritt Litauens…“. Annaberger Annalen über Litauen und deutsch-litauische Beziehungen. ISSN 1614-2608. Heidelberg, 2000, No. 8, S. 5–29.
- Migrationsprozesse und der Wandel der sozialen Struktur Kleinlitauens//Selbstbewusstsein und Modernisierung. Soziokultureller Wandel in Preußisch-Litauen vor und nach dem Ersten Weltkrieg. Hrsg. von R. Traba. ISBN 3-929759-44-6, Osnabrück, 2000, S. 55–68.
- Germano – Lithuanian relations in Lithuania Minor and certains aspects of the „Memelland Identity“ in the nineteenth and twentieth centuries. Baltisch-deutsche Sprach- und Kulturkontakte in Nord-Ostpreussen. Methoden ihrer Erforschung. Schriften des Instituts für baltistik. Ernst-Moritz-Arndt-Universität Greifswald. Hg. Jochen D. Range, ISBN 3-89206-004-5, Essen, 2002, Bd. 2, S. 81–98.
- Klaipėda zwischen der Sowjetunion und der Litauischen SSR, 1945–1990. Nordost-Archiv. Im Wandel der Zeiten: Die Stadt Memel im 20. Jahrhundert. ISSN 0029-1595. Nordost-Institut. Lüneburg, 2002, Bd. X, S. 117–148. In: Historical abstracts; America: History and Life.
- Der Weg nach Western: Die soziale und wirtschaftliche Transformation der Stadt Klaipėda nach der Wiedererlangung der Unabhängigkeit. Nordost-Archiv. Im Wandel der Zeiten: Die Stadt Memel im 20. Jahrhundert. ISSN 0029-1595. Nordost-Institut. Lüneburg, 2002, Bd. X, S. 173–186.